# Mościszcze (rejon dzierżyński)
Mościszcze (biał. Масцішча, Masciszcza; ros. Мостище, Mostiszcze) – wieś na Białorusi, w obwodzie mińskim, w rejonie dzierżyńskim, w sielsowiecie Niehorele.

## Historia
W XIX i w początkach XX w. cztery pobliskie zaścianki: Mościszcze Besarabskie, Mościszcze Ługowe, Mościszcze Kołodziejskie oraz Mościszcze Borowickie położone w Rosji, w guberni mińskiej, w powiecie mińskim.
Po I wojnie światowej pod administracją polską, w Zarządzie Cywilnym Ziem Wschodnich, w okręgu mińskim, w powiecie mińskim.
W wyniku postanowień traktatu ryskiego znalazły się w granicach Związku Sowieckiego. W latach 1932–1937 w Polskim Rejonie Narodowym im. Feliksa Dzierżyńskiego. Od 1991 w niepodległej Białorusi.